# Menziesie
Menziesie (Menziesia) je rod kvetoucích rostlin náležících do čeledi vřesovcovité. V současné taxonomii není rod uznáván a byl vřazen do rodu Rhododendron (pěnišník).

## Rozšíření
Rod menziesie je rozšířen ve východní Asii a Severní Americe.

## Popis
Jsou to malé keře s opadavými, krátce řapíkatými, celokrajnými listy a 4-5 četnými květy v koncových svazečcích. Květ zvonkovitý nebo baňkovitý s 5-10 tyčinkami. Terč 8-10 laločný, semeník 4-5 pouzdrý, plodem tobolka.

## Použití
Do skalek.

## Zástupci
- menziesie brvitá (Menziesia ciliicalyx) - Japonsko
- menziesie nachová (Menziesia purpurea) - Japonsko
- menziesie pětimužná (Menziesia pentandra)
- menziesie rzivá (Menziesia ferruginea) - západ Sev. Ameriky.
  - Menziesia ferruginea subsp. glabella (syn. Menziesia glabella) - západ Sev. Ameriky
- menziesie srstnatá (Menziesia pilosa) - východní oblasti USA
- Menziesia multiflora - Japonsko[1][2][3]